# 阿納希特 (2014年電影)
《阿納希特》（羅馬化：Anahit）是一部亞美尼亞動畫電影，於2014年12月27日在該國首映。由達維德·薩哈基揚茨執導，羅伯特·薩哈基揚茨公司製作，劇本改編自加札羅斯·阿加揚作於1881年的同名童話故事。

## 劇情大意
古代亞美尼亞國王瓦查甘愛上了知識淵博的牧羊女阿納希特。為了贏得她的愛，他必須成為比國王更重要的人。